# Branko Mamula
Branko Mamula (Slavsko Polje, kod Vrginmosta, 30. svibnja 1921. – Tivat, 19. listopada 2021.), admiral flote, načelnik Generalštaba Jugoslavenske narodne armije od 1979. do 1982. i bivši savezni sekretar za narodnu obranu SFR Jugoslavije od 1982. do 1988. godine.

## Životopis
Admiral Branko Mamula je rođen 30. svibnja 1921. u Slavskom Polju kod Vrginmosta. Nakon završenoga školovanja zaposlio se kao namještenik. Godine 1940. učlanio se u Savez komunističke omladine Jugoslavije, a 1941. se pridružuje partizanima. Godine 1942. ustaše su mu ubile majku, dvije sestre i brata. Iste te godine učlanio se u Komunističku partiju Hrvatske (KPJ). U ratu je bio politički komesar bataljuna, Oficirske škole Narodnooslobodilačkih partizanskih odreda Hrvatske (osnovana pri Glavnom štabu Hrvatske), 3. brigade 8. divizije, zatim Štaba mornarice za Hrvatsko primorje i Istru, te Pomorske komande sjevernog Jadrana. Iz rata izlazi kao potpukovnik. Završio je Višu pomorsku akademiju, tečaj operatike i tečaj za visoke dužnosti u Jugoslavenskoj ratnoj mornarici. Nositelj je Partizanske spomenice 1941., Ordena za vojne zasluge s velikom zvijezdom, Ordena bratstva i jedinstva sa zlatnim vijencem.
Nakon rata obnašao je odgovorne dužnosti u oružanim snagama SFRJ, bio je politički komesar flote, Vojnopomorskog školskog centra, eskadre, te pomorske zone. Također je bio i pomoćnik zapovjednika armije, zapovjednik Vojnopomorskog područja, pomoćnik saveznoga sekretara za narodnu obranu, te načelnik uprave RM u SSNO. Od 1979. do 1982. bio je načelnik Generalštaba Jugoslavenske narodne armije. Godine 1982. postavljen je za saveznoga sekretara za narodnu obranu (ministra obrane). U najviši vojni čin admirala flote (četiri generalske zvjezdice) unaprijeđen je 1983. godine. Na dužnosti saveznoga sekretara za narodnu obranu admiral Mamula se zadržao sve do 1988. godine, kada je službeno umirovljen. 1987. godine idejni je začetnik posljednjeg velikog preustroja JNA znanog kao plan "Jedinstvo". Sam admiral Mamula je ustvrdio da poslije smrti Josipa Broza Tita "nitko od generala nije vjerovao u Predsjedništvo SFRJ". Isto tako je ustvrdio da su na čelo Saveza komunista Jugoslavije (SKJ) po pravilu birani ljudi u koje nije bilo sumnje da će sačuvati "status quo", i to prema načelu ako se ništa ne mijenja SFR Jugoslavija će se sačuvati, u protivnom će se raspasti. Admiral Mamula je 1988. godine ustvrdio da SR Slovenija i SR Srbija pokreću mehanizam razbijanja SFR Jugoslavije, smatrajući obje republike jednako odgovornima. Admiral Mamula je s dijelom generala JNA smatrao da Slobodan Milošević nije najpogodnija osoba za realizaciju planova JNA o reunitarizaciji zemlje, te da ga je potrebno ukloniti ako se želi sačuvati SFR Jugoslavija. Za admirala Mamulu Miloševićeva politika je bila isuviše prosrpski nastrojena, te kao takva neprihvatljiva za SFR Jugoslaviju kao cjelinu. Admiral Mamula je bio pripadnik tvrdolinijaške komunističke generalske struje u JNA. Ta struja je smatrala da “jugoslavensku krizu”, koja je počela krajem 80-ih, treba spriječiti rezolutnom akcijom Armije – kontrolom graničnih prijelaza i uhićenjem tada na neposrednim izborima izabranoga hrvatskoga i slovenskoga vodstva. Jedan je od osnivača "SKJ – Pokreta za Jugoslaviju", tzv. generalske stranke koja je nakon 14. izvanrednog kongresa SKJ trebala zamijeniti raspadnuti SKJ kao vodeća snaga SFR Jugoslavije. Početkom 1960-ih proveo je preko dvije godine na dužnosti vojnog savjetnika u Vladi Republike Sudan, odmah po oslobođenju te države. Admiral Mamula je autor vojnostručnih rasprava u općevojnim i pomorskim časopisima SFR Jugoslavije.
Od 1985. do 1991. godine živio je u Opatiji u vili uz more koju su izgradili ročni vojnici JNA. Admiral Mamula je 2003. godine podnio tužbu kojom je od Općinskog suda u Opatiji tražio vlasništvo nad trećinom nekretnine. Admiral Mamula je naveo kako je 1985. godine temeljem valjanog ugovora s tadašnjim vlasnikom, Saveznim sekretarijatom za narodnu obranu (SSNO JNA), potpisao ugovor o korištenju stana i garaže, a on je potom uz suglasnost JNA vlastitim sredstvima preuredio objekt. Dvije godine kasnije opatijski sud odbio je njegov zahtjev, a Županijski sud u Rijeci u listopadu 2008., uz neznatnu preinaku, potvrdio je prvostupanjsku odluku, čime je presuda postala pravomoćna. Godine 2009. Admiral Mamula zatražio je od Vrhovnoga suda Republike Hrvatske reviziju procesa koji vodi za povrat svoje nekadašnje rezidencije u Opatiji.
Admiral Mamula je u Podgorici 2000. godine objavio knjigu Slučaj Jugoslavija u kojoj sebe vidi kao unitarnog Jugoslavena.
Citati:

## Djela
- Mornarica na velikim i malim morima (1975, 1978, 1979.)
- Savremeni svijet i naša odbrana (1985.)
- Slučaj Jugoslavija (2000.) (urednik i glavni autor)

## Poveznice
Barun general topništva Lazar Mamula (1795. - 1878.) (predak admirala Mamule).